# Stadion Jayaraga
Jayaraga Stadium – wieloużytkowy stadion znajdujący się w mieście Garut w Indonezji. Na tym stadionie swoje mecze rozgrywa drużyna Persigar. Stadion może pomieścić 10 tys. widzów.